# Luis Antonio García Navarro
Luis Antonio García Navarro (Chiva (Valencia); 30 de abril de 1941 –† Madrid; 10 de octubre de 2001) fue un director de orquesta español.
Se formó como director, entre otros, con el reputado maestro de directores Hans Swarowski en Viena. Su carrera se vio impulsada en 1967 al ganar el concurso internacional de Besanzón. A partir de ese momento dirige regularmente importantes orquestas internacionales (Chicago symphony orchestra, Deutsche Oper Berlin, Wiener Staatsoper etc.).
Como director titular estuvo al frente de la Orquesta Municipal de Valencia (1970-74), el Teatro Nacional de San Carlos de Lisboa (1979-81), Staatsoper Stuttgart (1987-1991), la Orquesta Sinfónica de Barcelona (1991-93, con la cual dirigió parte de las ceremonias de apertura y clausura de los Juegos Olímpicos de Barcelona 1992) y una gira memorable con un éxito abrumador por Japón y Corea del Sur con más de 20 conciertos, que nunca más ningún director titular de la Orquesta barcelonesa ha repetido y la Orquesta Sinfónica de Madrid (1997-2001). Al frente de esta última dirigió la reapertura del Teatro Real de Madrid el 11 de octubre de 1997 con La vida breve de Manuel de Falla.
Con la misma orquesta y en el mismo escenario se despediría de la ópera en marzo de 2001 dirigiendo Parsifal de Richard Wagner. García Navarro, considerado uno de los mejores directores españoles de todos los tiempos, murió siete meses después.

## Reconocimientos
- Medalla de la Villa de París, en 1983.[1]
- Medalla del Palau de la Música (Valencia), póstumo en 2001[2]